# Војислав Говедарица
Војислав Говедарица познат и под надимком Воја Крстарица, (Гацко, 1940 — Лос Анђелес, 5. децембар 2023) био је српско-амерички глумац и телохранитељ Силвестера Сталонеа.
У свет филма га је увео Пуриша Ђорђевић. У САД јавности је био познат по улози Руса из „Рамба II“, који мучи Рамба. Са Жан-Клодом ван Дамом је глумио у филму Лавље срце.

## Биографија
Након доласка у Београд радио је као редар и спасилац на Сави, где добија надимак Крстарица. О њему је у новинама изашао чланак „Колос нежног срца“, поводом ситуације у којој је једном силеџији отео пиштољ и набио му га у задњицу пошто је овај покушао да му силује другарицу. Играо је епизодне улоге у филмовима Пурише Ђорђевића и других редитеља.
Имао је 41 годину када је отишао у САД где почиње да ради као обезбеђење, у Малибуу. На филму почиње да ради захваљујући Сејфи Молеру. Упознаје Силвестера Сталонеа који одлучује да му да улогу у „Рамбу II". Касније је радио и са Жан-Клодом ван Дамом са којим је глумио у филму „Лавље срце". Био је у ужем избору за добијање значајне улоге у „Робину Худу", са Кевином Костнером.

## Цитати
Нисам ja здрав због вјежбања или хране, већ због начина на који третирам људе!
Овдје (тј. у Србији) ме запрепашћује колико се људи баве једни другима. Као да немају своје проблеме. У Америци је потпуно превазиђено како изгледаш, шта носиш на себи, у шта и кога вјерујеш ! Раде и по 18 сати, немају вријемена за такве глупости. Овдје сви кукају да немају, a нико неће да ради.
Нама, Србима, то недостаје: поштовање према људима које не познајеш!
Да није било Пуркета, најшармантнијег човјека на свијету, не бих упознао свијет филма. 